# Rolf Friberg
Rolf Sture Friberg, född 5 mars 1937 i Bollnäs församling i Gävleborgs län, död 29 maj 2019 i Täby distrikt i Stockholms län, var en svensk simmare, resebyråman och företagsledare.
Rolf Friberg växte upp i Huskvarna och var son till affärschefen Valter Friberg och Naemi Modig. Han var i unga år en framgångsrik simmare i Jönköpings Simsällskap (Jönköpings SS). Han var med i simlandslaget 1955–1960 och satte elva SM-tecken i livräddning. Han var också med och utvecklade fjärilsimmet.
Efter fem år som platschef inom resebranschen grundade han bussbolaget Traveller AB och 1965 tog han över SJ:s valutaväxlingskontor på Stockholms Centralstation. Företaget utvecklades sedan till Forex Bank som 2003 fick bankrättigheter. Som mest drev Friberg åtta företag. 2018 ägde han 60 procent av bolaget medan de båda barnen ägde vardera 20 procent.
Rolf Friberg var gift fyra gånger, första gången 1965–1977 med tandsköterskan Kerstin Wandel, som är mor till hans båda barn Beth (född 1961) och Tom Friberg (född 1967), vilka har övertagit Forex. Åren 1983–1988 var han sambo med artisten Lill-Babs, och medverkade när hon var huvudperson i Här är ditt liv på SVT 1983. Sista gången var han gift från 2015 till sin död med Kerstin Åkesson.